# Зелената книга (филм)
„Зелената книга“ (на английски: Green Book) е американски приключенски филм от 2018 г. с режисьор Питър Фарели.
Действието се развива през 1962 г. Филмът е вдъхновен от истинската история за обиколката в Дълбокия Юг на чернокожия американски класически и джаз пианист Дон Шърли (в ролята Махершала Али) и американския телохранител от италиански произход Франк „Тони Устната“ Валелонга (в ролята Виго Мортенсен), който служи като негов шофьор и бодигард. Филмът е написан от Фарели, Брайън Хейс Кюри и синът на Валелонга, Ник Валелонга, въз основа на интервюта с баща му и Шърли, както и писма, които баща му пише на майка му. Филмът е кръстен на „Зелената книга на негъра шофьор“, книга от средата на 20 век, предназначена за чернокожи американски пътници, написана от Виктор Юго Грийн.
Световната премиера на филма се състои на Международния филмов фестивал в Торонто на 11 септември 2018 г., където печели наградата на публиката. След това е пуснат в САЩ на 16 ноември 2018 г. от Universal Pictures и печели 321 милиона долара по целия свят. Получава положителни отзиви от критиците.
„Зелената книга“ печели наградата на Националния съвет за преглед за най-добър филм от 2018 г. и е избран за един от топ 10 филма на годината от Американския филмов институт. Получава множество награди и номинации, а на 91-ва церемония на Академията спечели Оскар за най-добър филм, най-добър оригинален сценарий и най-добър актьор – Махершала Али. Филмът също така печели наградата на Гилдията на кинодейците в Америка и наградата Златен глобус за най-добър филм – мюзикъл или комедия, а Али печели Златен глобус, Награда на Гилдията на киноактьорите и БАФТА за най-добър актьор.
Във филма ролята на руския челист Олег играе българският актьор Димитър Маринов.

## Актьорски състав
| Актьор               | Роля                                                                                          |
| -------------------- | --------------------------------------------------------------------------------------------- |
| Виго Мортенсен       | Франк „Тони Устната“ Валелонга – телохранител на д-р Шърли, американец от италиански произход |
| Махершала Али        | доктор Дон Шърли – американски класически и джаз пианист                                      |
| Линда Карделини      | Долорес – съпруга на Тони                                                                     |
| Себастиан Манискалко | Джони Винъс – брат на Долорес                                                                 |
| Димитър Маринов      | Олег – виолончелист на д-р Шърли                                                              |
| Майк Хътън           | Джордж – басист на д-р Шърли                                                                  |
| Фон Луис             | Боби Райдел – певецът                                                                         |
| Брайън Степанек      | Греъм Киндъл – мениджър на кънтри клуб                                                        |
| Джоузеф Кортезе      | Джо Лоскудо – мафиот                                                                          |
| Икбал Теба           | Амит – слуга на д-р Шърли                                                                     |